# Charles Malégarie
Charles Marie Joseph Galatoire Malégarie, né à Lembeye le 22 mars 1886 et mort le 7 septembre 1963, est un ingénieur français.
Ancien élève de l'École polytechnique de la promotion 1905, il est directeur de la Compagnie parisienne de distribution d'électricité avant son rattachement à Électricité de France en 1946. Il est élu membre de l'Académie des sciences morales et politiques en 1951.
Une école primaire de Bayonne porte son nom.

## Principales publications
- Les Sources de l'art français au XIIe siècle. La Cathédrale (1920)
- Compagnie Parisienne de Distribution d'Électricité. 20 ans d'action sociale (1946)
- L'Électricité à Paris (1947)
- Vers les cimes. Le mystère Inca (1950)